# Henri Nassiet
Henri Nassiet, né le 24 février 1895 à Bègles et mort le 16 avril 1977 à Paris, est un acteur français .

## Biographie
Henri Nassiet est né le 24 février 1895 à Bègles.
Il commence sa carrière de comédien au théâtre en 1914 et devient également le directeur du Théâtre du Casino de Vichy. Il tourne une première fois au cinéma en 1922 dans un film muet de Maurice Challiot, mais préfère se consacrer au théâtre. Il connaît son premier succès sur les planches avec Miss Ba en 1934. Il peut alors alterner les apparitions au cinéma comme dans Un carnet de bal de Julien Duvivier en 1937 ou au théâtre comme dans Maison de poupée d'Henrik Ibsen en 1941.
En 1942, il gagne l'Algérie libérée pour animer des émissions de Radio-Alger. À la Libération, il rentre en France et interprète en 1946 dans Le Bataillon du ciel sous la direction d'Alexandre Esway le rôle du colonel Bouvier, qui restera considéré comme sa meilleure interprétation. Il continue ensuite de jouer régulièrement tant au théâtre que pour le cinéma, et ce jusqu'en 1973. Il double Anthony Quinn dans La strada. Il tourne également pour la télévision, comme dans la série à succès Jacquou le Croquant (1969).
Henri Nassiet est mort des suites d'une embolie pulmonaire le 16 avril 1977 au sein de l'Hôpital Cochin dans le 14e arrondissement de Paris. Sa voix grave, énergique, autoritaire, reste inoubliable. 
Il est inhumé dans le nouveau cimetière de Montlivault. Il avait épousé Jacqueline Giraudeau (1924-2007).

## Filmographie

### Cinéma
- 1922 : Maman Pierre de Maurice Challiot
- 1936 : Les Jumeaux de Brighton de Claude Heymann
- 1937 : L'Innocent de Maurice Cammage
- 1937 : La Griffe du hasard de René Pujol
- 1937 : Un carnet de bal de Julien Duvivier
- 1938 : La Glu de Jean Choux : Le juge d'instruction
- 1938 : Fort Dolorès de René Le Hénaff
- 1938 : Ma sœur de lait  de Jean Boyer
- 1939 : Les Cinq sous de Lavarède de Maurice Cammage : Jack
- 1939 : La Fin du jour de Julien Duvivier : Gaston Noblet
- 1939 : La Charrette fantôme de Julien Duvivier : Gustave
- 1940 : Le Feu de paille de Jean Benoît-Lévy : Despagnat
- 1940 : L'Entraîneuse de Albert Valentin : Freddy
- 1940 : Derrière la façade de Georges Lacombe
- 1941 : Madame Sans-Gêne de Roger Richebé : le maréchal Lefebvre
- 1942 : Les affaires sont les affaires de Jean Dréville : Dauphin
- 1943 : La Grande Marnière de Jean de Marguenat : le président du tribunal
- 1943 : À la belle frégate de Albert Valentin : Victor
- 1946 : Jéricho de Henri Calef : le commandant Munchhausen
- 1946 : Mensonges de Jean Stelli : le docteur Charles Leroux
- 1947 : Le Bataillon du ciel de Alexander Esway : Bouvier - Film tourné en deux époques -
- 1947 : Fausse Identité d'André Chotin : Georges Blondin
- 1948 : Fiacre 13 de Raoul André : le duc de la Tour Vaudieu - Film tourné en deux époques -
- 1948 : Le Cavalier de Croix-Mort de Lucien Ganier-Raymond : Vidocq
- 1949 : On n'aime qu'une fois de Jean Stelli : Bolestac
- 1949 : La Bataille du feu de Maurice de Canonge : le colonel
- 1949 : Mission à Tanger de André Hunebelle : Alexandre Segard
- 1949 : Singoalla de Christian-Jaque : Gypsy Chief
- 1951 : La Grande Vie de Henri Schneider : Monsieur Charles
- 1952 : Ouvert contre X de Richard Pottier : Paul Dorgères
- 1953 : La Pocharde de Georges Combret : le docteur Marignan
- 1953 : Le Guérisseur de Yves Ciampi  : Le Goff
- 1954 : Le Vicomte de Bragelonne de Fernando Cerchio
- 1955 : Chantage de Guy Lefranc : l'avocat
- 1955 : Les Indiscrètes de Raoul André
- 1956 : Cela s'appelle l'aurore de Luis Buñuel : le père d'Angèla
- 1956 : Goubbiah, mon amour de Robert Darène : le père de Goubbiah
- 1956 : Les Aventures de Till l'espiègle de Gérard Philipe et Joris Ivens : Marnix
- 1956 : Michel Strogoff de Carmine Gallone : Ivan Ogareff
- 1958 : C'est la faute d'Adam de Jacqueline Audry : Monsieur Gillet
- 1960 : Il suffit d'aimer de Robert Darène
- 1960 : Le Saint mène la danse de Jacques Nahum : Louis
- 1961 : Le Triomphe de Michel Strogoff de Victor Tourjansky
- 1961 : Le Président de Henri Verneuil : un ministre
- 1961 : Les Trois Mousquetaires de Bernard Borderie : Monsieur de Tréville
- 1963 : La Baie des Anges de Jacques Demy : monsieur Fournier
- 1964 : Le Monocle rit jaune de Georges Lautner : le colonel
- 1970 : Les Choses de la vie de Claude Sautet : Monsieur Bérard
- 1971 : Les Assassins de l'ordre de Marcel Carné : le président du tribunal
- 1973 : Le monde était plein de couleurs de Alain Périsson : le vieux maître
- 1973 : Le Fils de Pierre Granier-Deferre : l'instituteur

### Télévision
- 1955 : L'Affaire Roux
- Les énigmes de l'histoire, 1957
  - L'Homme au masque de fer
  - La double mort du tsar Alexandre Ier
  - L'énigme Marie-Stella
  - L'inconnue de Berlin
  - Le Chevalier d'Éon
- 1956 : En votre âme et conscience, épisode La Mort de Monsieur de Marcellange de  Claude Barma
- 1957 : L'équipage au complet : le commandant
- 1958 : L'Affaire Beauvallon
- 1962 : L'inspecteur Leclerc enquête de Marcel Bluwal : Des huîtres pour l'inspecteur : Ladvenu
- 1963 : L'Affaire Calas (La caméra explore le temps) : Jean Calas
- 1963 : La Première Légion (d'Emmet Lavery), téléfilm de Gilbert Pineau : Père Edouard Quatermann
- 1963 : La conspiration du général Malet (La caméra explore le temps) : le général Hulin
- 1963 : Le procès de Charles Ier (La caméra explore le temps)
- 1964 : Une fille dans la montagne : Cahuzère
- 1964 : Le Match
- 1965 : Donadieu de Stellio Lorenzi : Donadieu[6]
- 1966 : La Clef des cœurs Le Théâtre de la Jeunesse : Le Dignitaire
- 1966 : En famille : Vulfran Paindavoine
- 1966 : La Caméra explore le temps : les Cathares (deux épisodes de la caméra explore le temps : La croisade et l'inquisition) : l'évêque Marty
- 1967 : L'Arlésienne : le grand-père Francet
- 1967 : La guerre de Troie n'aura pas lieu : Priam
- 1967 : L'Ane Culotte : Cyprien
- 1968 : Cinq jours d'automne de Pierre Badel
- 1968 : Le Chantage de l'agence O : Trigano Alban
- 1968 : Les bas-fonds
- 1969 : Jacquou le Croquant : le curé Bonal
- 1970 : La Femme en blanc : Gilmono
- 1971 : Quentin Durward : le prince évêque
- 1972 : Mauprat : Hubert de Mauprat
- 1972 : Les Enquêtes du commissaire Maigret de François Villiers, épisode Maigret se fâche : Campois
- 1980 : Le Sacrifice de madame de Lavalette

## Théâtre
- 1934 : Miss Ba de Rudolf Besier, mise en scène Lugné-Poe, Théâtre des Ambassadeurs
- 1935 : Y'avait un prisonnier de Jean Anouilh, Théâtre des Ambassadeurs
- 1935 : Célérité, discrétion de Charles Dornac, Comédie des Champs-Élysées
- 1936 : Le Club des gangsters de Laurence Gross, Edward Childs Carpenter, Théâtre des Deux Masques
- 1936 : Que personne ne sorte de Fenn Sherie et Ingram D'Abbes, adaptation Paul Chambard, Théâtre des Deux Masques
- 1940 : Plutus d'après Aristophane, mise en scène Charles Dullin, Théâtre de Paris
- 1940 : La Femme silencieuse de Marcel Achard, mise en scène Charles Dullin, Théâtre de Paris
- 1941 : Maison de poupée de Henrik Ibsen, Théâtre des Ambassadeurs
- 1941 : L'Amazone aux bas bleus d'Albert Boussac de Saint-Marc, mise en scène Paulette Pax, Théâtre de l'Œuvre
- 1941 : Une femme qu'a le cœur trop petit de et mise en scène Fernand Crommelynck, Théâtre de l'Œuvre
- 1941 : Britannicus de Jean Racine, mise en scène, décors et costumes Jean Marais, Théâtre des Bouffes-Parisiens (Paris)
- 1942 : Faux Jour d'Herman Closson, mise en scène Paulette Pax, Théâtre de l'Œuvre
- 1945 : Judith de Charles de Peyret-Chappuis, mise en scène Julien Bertheau, Théâtre Hébertot
- 1946 : Maria d'André Obey, Comédie des Champs-Élysées
- 1946 : Dix Petits Nègres d'Agatha Christie, mise en scène Roland Piétri, Théâtre Antoine
- 1951 : Le Diable et le Bon Dieu de Jean-Paul Sartre, mise en scène Louis Jouvet, Théâtre Antoine
- 1953 : Kean de Jean-Paul Sartre d'après Alexandre Dumas, mise en scène Pierre Brasseur, Théâtre Sarah Bernhardt
- 1955 : Témoin à charge d'Agatha Christie, mise en scène Pierre Valde, Théâtre Edouard VII
- 1955 : Protée de Paul Claudel, mise en scène Raymond Gérôme, Comédie de Paris
- 1956 : La Nuit du 4 août d'Albert Husson, mise en scène Christian-Gérard, Théâtre Edouard VII
- 1958 : Vu du pont d'Arthur Miller, mise en scène Peter Brook, Théâtre Antoine
- 1958 : Inquisition de Diego Fabbri, mise en scène José Quaglio, Théâtre de l'Œuvre
- 1960 : L'Idiote de Marcel Achard, mise en scène Jean Meyer, Théâtre Antoine
- 1962 : Tabazan de Jacques Aeschlimann, mise en scène William Jacques, Comédie
- 1964 : Il faut passer par les nuages de François Billetdoux, mise en scène Jean-Louis Barrault, Odéon-Théâtre de France
- 1965 : Hommes et pierres de Jean-Pierre Faye, mise en scène Roger Blin, Odéon-Théâtre de France
- 1965 : L'Amérique de Max Brod d'après Franz Kafka, mise en scène Antoine Bourseiller, Odéon-Théâtre de France
- 1966 : Hier à Andersonville d'Alexandre Rivemale, mise en scène Raymond Rouleau, Théâtre de Paris
- 1970 : Dom Juan de Molière, mise en scène Stellio Lorenzi, Théâtre de Nice